# Luigi de Lerma
Luigi Eugenio Umberto Giovanni Maria de Lerma (Reggio Emilia, 30 juli 1907 – Utrecht, 20 januari 1965) was een Italiaanse keramist en schilder, vanaf 1934 werkzaam in Nederland.

## Leven en werk
De Lerma studeerde majolicatechniek aan het Instituto della Ceramica in Faenza. Hij was vervolgens docent aan de kunstnijverheidsschool in Castellamonte. In 1927 werd hij 'technico-ceramiste' bij de majolicafabriek van de Nederlandse jkvr. Sophie van der Does de Willebois in Vietri sul Mare. In 1928 werd hij directeur van 'Ceramica Icaro' op Rhodos. Hij trouwde in 1931 met Van der Does en trok met haar, en de kinderen uit haar eerste huwelijk, in 1934 naar Nederland. Hij had met zijn vrouw een atelier in Groenekan. Zij maakten veelal gebruiksaardewerk. Vanaf de Tweede Wereldoorlog ging hij meer schilderen. Na de oorlog maakte hij meerdere mozaïeken en wandschilderingen. In 1953 won hij een wisselprijs en in 1962 kreeg De Lerma de Bernard Johan Kerkhofprijs van het Utrechts Genootschap Kunstliefde. Van 4 tot 26 februari 1966, werd erbij datzefde genootschap een herdenkinstentoonstelling van werken van De Lerma gehouden.

## Afbeeldingen

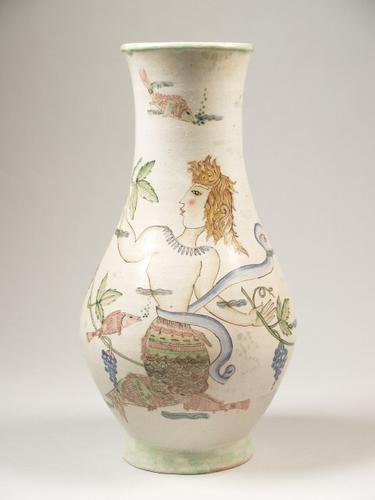
Vaas met decor van zeemeermin met druivenranken en vissen
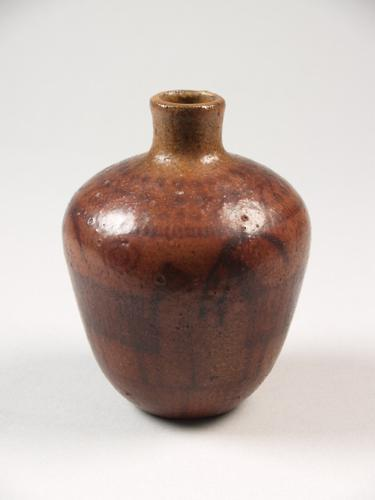
Vaas met decor van ranken en rammen